# Halbmarathon-Weltmeisterschaften 2009
Die 16. Halbmarathon-Weltmeisterschaften (offiziell: 16th IAAF World Half Marathon Championships 2009 – Birmingham) wurden am 11. Oktober 2009 in der britischen Stadt Birmingham unmittelbar vor dem Birmingham-Halbmarathon ausgetragen.

## Preisgelder
Die IAAF stellte ein Gesamtpreisgeld von 245.000 US$ zur Verfügung. Dieser Betrag wurde gestaffelt unter den jeweils ersten sechs Plätzen der Einzel- und Teamwertung aufgeteilt.
| Platzierung | Einzelwertung | Teamwertung |
| ----------- | ------------- | ----------- |
| 1.          | 30.000        | 15.000      |
| 2.          | 15.000        | 12.000      |
| 3.          | 10.000        | 9.000       |
| 4.          | 7.000         | 7.500       |
| 5.          | 5.000         | 6.000       |
| 6.          | 3.000         | 3.000       |

## Ergebnisse

### Einzelwertung Männer
| Platz | Athlet                  | Land | Zeit (min/h) |
| ----- | ----------------------- | ---- | ------------ |
| 1     | Zersenay Tadese         | ERI  | 059:35       |
| 2     | Bernard Kiprop Kipyego  | KEN  | 059:59       |
| 3     | Dathan Ritzenhein       | USA  | 1:00:00      |
| 4     | Wilson Kipsang          | KEN  | 1:00:08      |
| 5     | Samuel Tsegay           | ERI  | 1:00:17      |
| 6     | Wilson Kwambai Chebet   | KEN  | 1:00:59      |
| 7     | Kenneth Kimutai Kiplimo | KEN  | 1:01:31      |
| 8     | Stephen Mokoka          | RSA  | 1:01:36      |

Von 99 gemeldeten Athleten gingen 98 an den Start und erreichten 94 das Ziel.

### Teamwertung Männer
| Platz | Land und Athleten                                                                | Zeit (h)                        |
| ----- | -------------------------------------------------------------------------------- | ------------------------------- |
| 1     | Kenia Bernard Kiprop Kipyego (2.) Wilson Kipsang (4.) Wilson Kwambai Chebet (6.) | 3:01:06 059:59 1:00:08 1:00:59  |
| 2     | Eritrea Zersenay Tadese (1.) Samuel Tsegay (5.) Adhanom Abraha (19.)             | 3:02:39 059:35 1:00:17 1:02:47  |
| 3     | Äthiopien Tilahun Regassa (11.) Dereje Tesfaye (12.) Abebe Negewo (14.)          | 3:06:42 1:02:08 1:02:09 1:02:25 |

Insgesamt wurden 18 Teams gewertet.

### Einzelwertung Frauen
| Platz | Athletin                 | Land | Zeit (h) |
| ----- | ------------------------ | ---- | -------- |
| 1     | Mary Jepkosgei Keitany   | KEN  | 1:06:36  |
| 2     | Philes Moora Ongori      | KEN  | 1:07:38  |
| 3     | Aberu Kebede             | ETH  | 1:07:39  |
| 4     | Caroline Cheptanui Kilel | KEN  | 1:08:16  |
| 5     | Mestawet Tufa            | ETH  | 1:09:11  |
| 6     | Tirfi Tsegaye            | ETH  | 1:09:24  |
| 7     | Kimberley Smith          | NZL  | 1:09:35  |
| 8     | Flomena Cheyech Daniel   | KEN  | 1:09:44  |

Alle 59 gemeldeten Starterinnen erreichten das Ziel. Kimberley Smith, Elizet Banda ( ZAM, Platz 54, 1:19:07 h) und Fong Leng Chao ( MAC, Platz 58, 1:31:47 h) stellten jeweils nationale Rekorde auf.

### Teamwertung Frauen
| Platz | Land und Athletinnen                                                               | Zeit (h)                        |
| ----- | ---------------------------------------------------------------------------------- | ------------------------------- |
| 1     | Kenia Mary Jepkosgei Keitany (1.) Philes Ongori (2.) Caroline Cheptanui Kilel (4.) | 3:22:30 1:06:36 1:07:38 1:08:16 |
| 2     | Äthiopien Aberu Kebede (3.) Mestawet Tufa (5.) Tirfi Tsegaye (6.)                  | 3:26:14 1:07:39 1:09:11 1:09:24 |
| 3     | Russland Inga Abitowa (9.) Silwija Skworzowa (10.) Elsa Kirejewa (23.)             | 3:31:23 1:09:53 1:09:56 1:11:34 |

Insgesamt wurden neun Teams gewertet.